# COMS 1
COMS 1 (Communication, Ocean and Meteorological Satellite) ist ein südkoreanischer Kommunikations-, Ozeanologie- und Meteorologiesatellit.
COMS 1 wurde am 26. Juni 2010 21:41 UTC zusammen mit Arabsat-5A mit einer Ariane 5 ECA gestartet und in eine geostationäre Umlaufbahn mit der Position 128,3° Ost gebracht. Er wurde vom Korea Aerospace Research Institute (KARI) in Auftrag gegeben und auf Basis des Satellitenbus Eurostar E3000S von gemeinsam mit Astrium gebaut. Der beim Start 2460 kg schwere Satellit verfügt über ein von Astrium geliefertes multispektrales abbildendes System für meteorologische Untersuchungen und liefert Informationen über Wetterphänomene auf der Erdoberfläche bzw. Atmosphäre (wie starke Stürme und Niederschläge, Sandstürme, Taifune usw.) und der Wolkendecke. Das Instrument verfügt über fünf Kanäle, davon einer mit einer Auflösung von einem Kilometer im optischen Bereich und vier weiteren mit Auflösungen um vier Kilometer im infraroten Bereich. Ein weiteres abbildendes System dient speziell der Untersuchung der Meeresoberfläche. In acht verschiedenen Spektralbändern lassen sich z. B. Informationen über den Chlorophyllgehalt des Wassers sowie das Auftreten von Fischschwärmen aus dem geostationären Orbit gewinnen. Das Instrument erreicht eine Auflösung von 400 m.
Das dritte Hauptinstrument ist ein experimentelles Funksystem im S- bzw. L-Band, welches Wetterinformationen sammelt und in international üblichen Datenformaten weltweit ausstrahlt. Außerdem befinden sich Ka-Band-Transponder an Bord das vom südkoreanischen Forschungsinstitut für Elektronik und Telekommunikation, ETRI (Electronics and Telecommunications Research Institute), entwickelt wurde und mit dem u. a. Multimedia-Dienstleistungen realisiert werden sollen.
Die Energieversorgung erfolgt über ein Solarzellenpanel mit einer Spannweite von 17,2 m und einer Leistung von 2,5 kW (BOL). Als Lebensdauer sind 10 Jahre geplant.